# Гелинген
Гелинген (њем. Göllingen) општина је у њемачкој савезној држави Тирингија. Једно је од 50 општинских средишта округа Кифхојзер. Према процјени из 2010. у општини је живјело 757 становника. Посједује регионалну шифру (AGS) 16065021.

## Географски и демографски подаци
Гелинген се налази у савезној држави Тирингија у округу Кифхојзер. Општина се налази на надморској висини од 170 метара. Површина општине износи 10,7 km². У самом мјесту је, према процјени из 2010. године, живјело 757 становника. Просјечна густина становништва износи 70 становника/km².